# Maesa leucocarpa
Maesa leucocarpa är en viveväxtart som beskrevs av Carl Ludwig von Blume och Rudolph Herman Scheffer. Maesa leucocarpa ingår i släktet Maesa och familjen viveväxter. Inga underarter finns listade i Catalogue of Life.